# Divicón

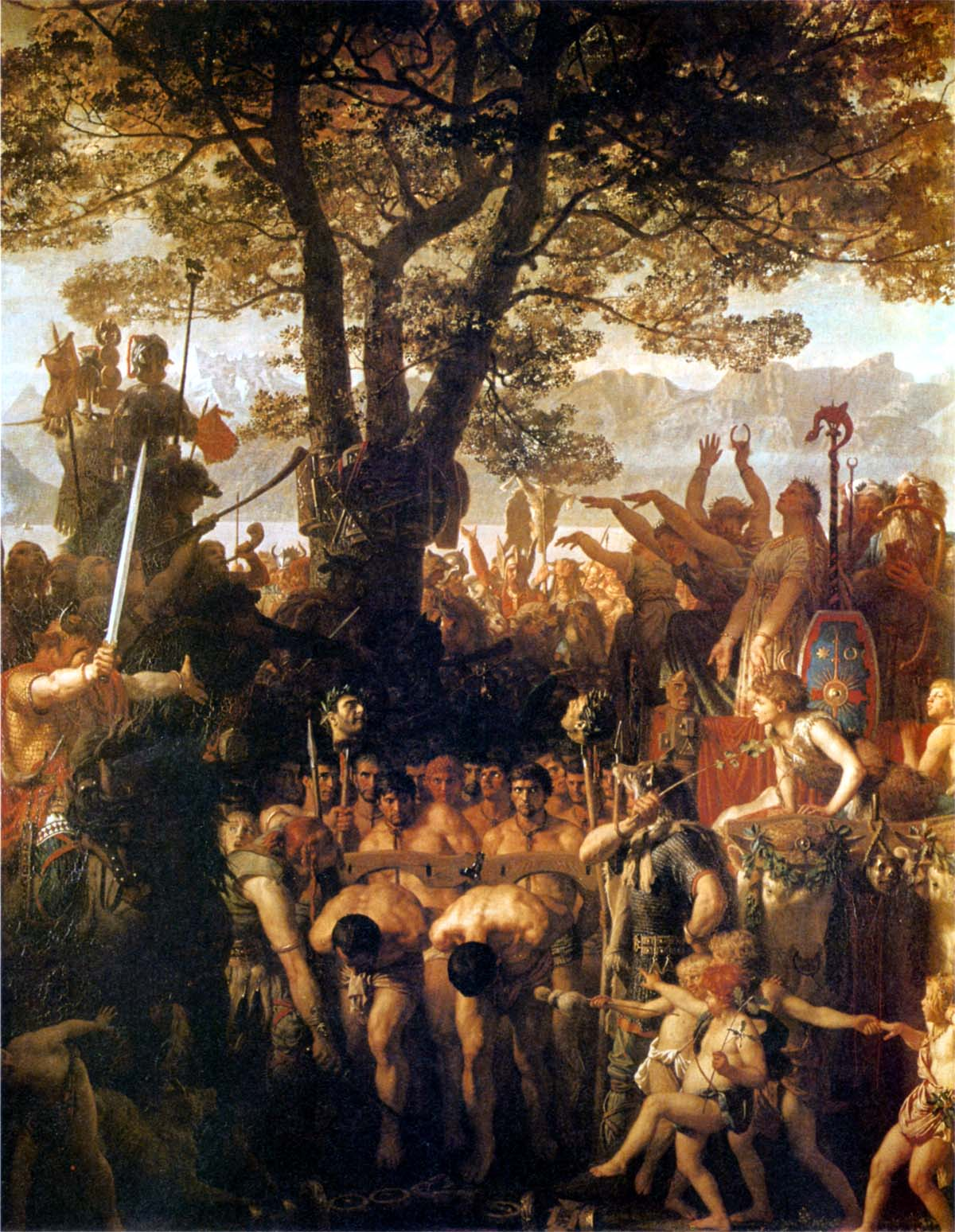
Los helvecios obligan a los romanos a pasar bajo el yugo, pintura romántica de Charles Gleyre que celebra la victoria de los tigurinos sobre los romanos en Agen (107 a. C.) bajo el mando de Divicón.

Divicón (fl. 135 a. C. - 58 a. C.) fue un rey celta y líder de la tribu gala de los tigurinos. Guio a los tigurinos allende el Rin para invadir la Galia en el año 109 a. C. hacia la provincia romana de Galia Narbonense. Derrotó a un ejército romano mandado por Lucio Casio Longino cerca de Agen en el año 107 a. C.
Julio César, en su obra Comentarios a la guerra de las Galias, recuerda que sólo el cantón de Tigurino, en tiempo de sus antepasados, al salir del país había dado muerte al cónsul Lucio Casio y había hecho pasar a su ejército por debajo del yugo (libro I, 12.4-6). En venganza de aquello, César derrotó a este cantón, el primero entre los helvecios, estando aún comandados por Divicón, según César cuenta en su libro, por lo que Divicón seguía siendo el jefe de su pueblo en el año 58 a. C. En efecto, en el capítulo 13 del libro I dice que los helvecios le enviaron embajadores, encabezados por Divicón, «quien había sido comandante de los helvecios en la guerra contra Casio». 

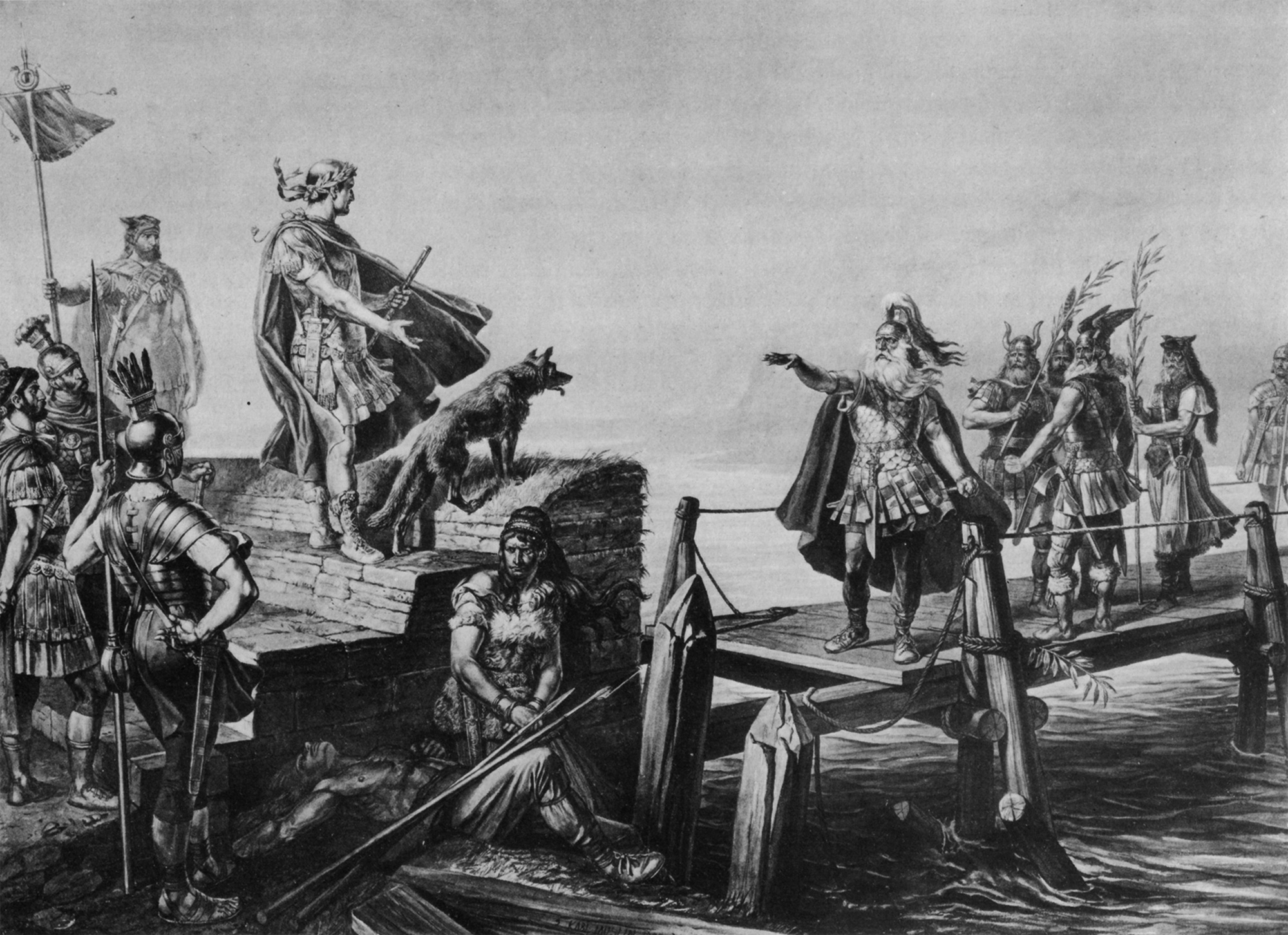
Julio César y Divicón parlamentan después de la batalla del Saona, pintura de historia de Karl Jauslin.

Divicón arguyó que si César quería la paz, la tendría y ellos se irían donde César dijera. Pero que si insistía en tratarlos como enemigos, que recordase el «percance» que habían sufrido los romanos en el pasado y también el valor propio de los helvecios. Que no los despreciase por el hecho de haber derrotado a un cantón atacado por sorpresa mientras aquellos que habían cruzado el río no podían ayudar a sus amigos; que ellos habían aprendido de sus antepasados en confiar más en el valor que en los trucos y las estratagemas. Así que no pasara de ese lugar donde estaban ellos, pues podría «hacerse un nombre» con el desastre del Pueblo Romano y la destrucción de su ejército. En el siguiente capítulo, 14, figura la respuesta de César, que básicamente le dijo que él tenía muy presente el recuerdo de aquel desastre y que el Pueblo romano no lo iba a olvidar, y aunque pudiera hacerlo, no podría ignorar las tropelías contra pueblos amigos de los romanos como los heduos y el intento de los helvecios de forzar su paso por la Provincia y el territorio de los alóbroges; no obstante, mantendría la paz con ellos si le entregaban rehenes y reparaban el daño hecho a heduos y alóbroges. Divicón se negó, afirmando que ellos estaban acostumbrados a recibir rehenes, no a entregarlos. El ejército romano siguió a los helvecios a corta distancia y, al final, los derrotó en una rápida batalla que narra en el capítulo 21 y siguientes del Libro I de los Comentarios.